# Stablinienorganisation

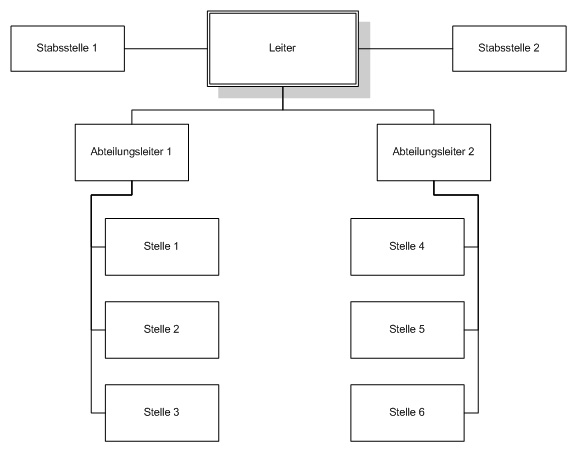
Beispiel für ein Stabliniensystem

Die Stablinienorganisation bzw. das Stabliniensystem ist eine um Stabsstellen erweiterte Form des Einliniensystems. Sie wurde eingeführt, um die Linieninstanzen zu entlasten und die Vorgesetzten vom unterstellten Bereich weniger abhängig zu machen. Der Stab instruiert bzw. berät den zugeordneten Vorgesetzten. Die Stäbe haben jedoch von der Idee her keine Weisungsbefugnis gegenüber dem Bereich, der dem Vorgesetzten unterstellt ist.
Dem Vorteil der Entlastung gegenüber steht der Nachteil, dass diese Organisationsform höhere Kosten als das Einliniensystem erzeugt und evtl. zu Konflikten zwischen Stab und der Linie führt.

## Geschichte
Die Geschichte der Stabsidee lässt sich weit in der Geschichte zurückverfolgen.
Zum einen kann man die römisch-katholische Kirche anführen, deren zentral operierende Kirchenverwaltung in Rom durch Kardinalskollegium und Kurie unterstützt wurde, d. h. die dem Papst als Helfer und Berater in Spezialfragen zur Verfügung standen.
Zum anderen kann man einen militärischen Ursprung ausmachen. So führte König Gustav Adolf von Schweden im Dreißigjährigen Krieg erstmals Stabsstellen ein, um die Offiziere seiner Armee von Erkundungs- und Analysetätigkeiten zu entlasten und für die eigentliche Entscheidungsaufgabe freizuhalten. Später nutzte auch das preußische Militär nach den Niederlagen gegen den französischen Kaiser Napoleon I. diese Organisationsform, um ihre Generäle zu entlasten. In dieser Richtung entwickelte sich der Generalstab.
Eine Übernahme des Stabsprinzips auf die Wirtschaft begann Anfang des 20. Jahrhunderts, im Zuge der Herausbildung des Einliniensystems. Dieses hatte unter anderem den Nachteil, dass bei den  Führungskräften alle Informationen zusammenliefen, diese alle Entscheidungen treffen mussten und somit häufig überfordert waren.

## Vorteile
Jeder Mitarbeiter hat wie beim Einliniensystem genau einen Vorgesetzten,
durch die Einsetzung von Spezialisten (Stäbe) wird die Entscheidungsqualität erhöht und die Abhängigkeit des Vorgesetzten wird von seinen Mitarbeitern zur Stabsstelle zum Großteil verschoben. Durch die Einbeziehung von Stabsstellen werden sowohl die Linieninstanzen als auch die Führungskräfte entlastet, ohne in deren Entscheidungskompetenzen einzugreifen. Durch die Nutzung des Spezialwissens des Stabes und den Überblick der Linie wird ein sinnvoller Ausgleich der Entscheidungsqualität geschaffen und es entsteht eine erhöhte Koordinationsfähigkeit gegenüber der Linienorganisation.

## Nachteile
Obwohl die Stabsstellen keine Entscheidungsbefugnis besitzen, ergibt sich in der Praxis aufgrund des überlegenen Fachwissens eine gewisse Entscheidungsgewalt der Stäbe gegenüber der Linienvorgesetzten. Es können Konflikt zwischen Linie und Stab z. B. durch eine nicht erlaubte Machtausübung des Stabes entstehen, und die Transparenz der Entscheidungsprozesse geht verloren. Dadurch und durch eine selektive Weitergabe von Informationen entsteht die Gefahr von Manipulationen. Gegenüber einer Linienorganisation ist die Stablinienorganisation wesentlich teurer. Das autoritäre Führungsverhalten wird verstärkt, da Vorgesetzte nicht mehr auf die Beratung der Untergebenen angewiesen sind. Überdimensionierte Stabsstrukturen können Entscheidungsprozesse verlangsamen.
Aber auch in dem Fall, dass der Vorgesetzte die Arbeit des Stabes kompetent bewerten könnte, so hat er dennoch aus Zeitmangel bzw. Bequemlichkeit den Anreiz, die Durchführung des Fachgebietes mehr oder weniger vollständig dem Stab zu überlassen und die fachlichen Entscheidungen nicht mehr selbst zu treffen und zu kommunizieren („faktische Anordnungsvollmacht“). Konsequenz ist dann, dass de facto der Stab die fachliche Führung übernimmt und das Stabliniensystem in ein De-facto-Mehrliniensystem degeneriert. Da jedoch der Stab keine Weisungsbefugnis hat, ist früher oder später eine Patt-Situation die Folge: Wenn die Untergebenen anderer Ansicht als der Stab sind, dann führen sie dessen Ideen nicht aus, melden aber aus Kollegialität zum Stab dem Vorgesetzten den Konflikt nicht, was dann unbemerkt vom Vorgesetzten zu Stillstand führt. Dies zu verhindern erfordert eine etablierte Bürokratie, die vorsieht, dass der Vorgesetzte die Vorschläge des Stabes zur Kenntnis zu nehmen sowie die Entscheidung treffen und sie kommunizieren muss. Anders als bei bürokratischen staatlichen Organisationen mangelt es daran oft bei unbürokratischen privaten KMUs.
Im Vergleich zu Linienstellen, die zur Erreichung der Produktionsziele beitragen, entstehen existenzielle Ängste für Stabsstellen, weil ihre Arbeit nicht honoriert wird und dadurch nachrangig erscheint. Wegen der großen Abhängigkeit versuchen Stäbe sich dem Verhalten der Linien anzupassen und bevorzugen Lösungen, die zum Erfolg der Linie beitragen.

## Anwendung
Man könnte vermuten, dass die Vorteile der Stabsbildung dort abnehmen, wo die Organisation an sich schon stark fachlich differenziert ist und die zu bewältigenden Aufgaben heterogen sind. Andererseits zeigt sich, dass gerade in Großorganisationen ein Bedarf nach Stabsunterstützung seitens der Führung vorhanden ist. Das sich hier auftuende Dilemma aller Großorganisationen rät dazu, möglichst überschaubare Verwaltungseinheiten zu bilden.
Diese Organisationsform ist in der Form der Stabsabteilung beim Militär und der Polizei sehr weit verbreitet. Außerdem wird sie in mittleren und größeren Unternehmen aufgrund der Entlastung der Führungskräfte oft dem Einliniensystem vorgezogen.

## Beispiele für Stabsstellen in Unternehmen
Beispiele für Stabsstellen in Unternehmen sind häufig:
- der betriebliche Datenschutzbeauftragte oder Informationssicherheitsbeauftragte
- Marktforschung als Stabsstelle des Vertriebs/Marketing
- EDV (besonders bei KMUs)
- Rechtsstelle oder Justiziare
- Interne Revision als Stabsstelle des Vorstands, Aufsichtsrates oder Audit Committees
- Unternehmensplanung als Stabsstelle der Geschäftsführung
- Gleichstellungsbeauftragte als Stabsstelle des Personalwesens
- Fachkraft für Arbeitssicherheit und Betriebsärzte